# Lishui
Lishui (en chino, 丽水市; pinyin, Líshuǐ Shì; literalmente, ‘agua linda’) es una ciudad-prefectura en la provincia de Zhejiang, República Popular de China. Limita al norte con Jinhua, al sur con Wenzhou, al oeste con Shangrao y al este con Taizhou. Su área es de 17 298 km² y su población de 2 506 600 (2010).
Durante la segunda guerra sino-japonesa, debido a la caída de la capital, Lishui, se convirtió provisionalmente en la sede de gobierno provincial.

## Administración
La ciudad prefectura de Lishui se divide en 9 localidades que se administran en 1 distrito urbano, 1 ciudad suburbana, 5 condados y 1 condado autónomo.
| Mapa | N.º                   | Subdivisión    | Hanzi                    | Pinyin |
| ---- | --------------------- | -------------- | ------------------------ | ------ |
| 1    | Distrito Liandu       | 莲都区         | Liándū Qū                |        |
| 2    | Ciudad Longquan       | 龙泉市         | Lóngquán Shì             |        |
| 3    | Condado Jinyun        | 缙云县         | Jìnyún Xiàn              |        |
| 4    | Condado Qingtian      | 青田县         | Qīngtián Xiàn            |        |
| 5    | Condado Yunhe         | 云和县         | Yúnhé Xiàn               |        |
| 6    | Condado Qingyuan      | 庆元县         | Qìngyuán Xiàn            |        |
| 7    | Condado Suichang      | 遂昌县         | Suìchāng Xiàn            |        |
| 8    | Condado Songyang      | 松阳县         | Sōngyáng Xiàn            |        |
| 9    | Condado aut. Jingning | 景宁畲族自治县 | Jǐngníng Shēzú Zìzhìxiàn |        |

-Estos a su vez se dividen en 5 Subdistritos, 64 poblados y 128 villas.

## Historia y nombres
Lishui tiene una historia muy larga, ya que durante el período de la cultura Liangzhu hace 4000 años, hubo tribus que viven en la zona. En el 589, una prefectura llamada Chuzhou fue establecida por la dinastía Sui con los condados Kuocang, Songyang, Linhai, Yongjia, Angu y Lechen bajo su jurisdicción. Tres años más tarde, el nombre de la prefectura fue cambiado a Kuozhou y luego a condado Yongjia en el año 607. El nombre de Kuozhou le fue devuelto en el 621 durante la dinastía Tang, pero luego fue llamado condado Jinyun durante en el primer año de la era Tianbao (en 742), y de nuevamente se llamó Kuozhou en el primer año de la era Qianyuan (en 758). 
En 779, durante la dinastía Tang, fue retitulado a condado Lishuí. El nombre de la zona se cambió de nuevo en el año 1276 durante la dinastía Yuan a Chuzhou, el nombre de la zona se mantuvo hasta las dinastías Ming y Qing, cuando fue cambiado de nuevo a Lishuí. En el año 1935, el área se le dio el nombre oficial de Distrito Lishui. En 1949, el Distrito Especial Lishui se estableció pero luego fue abolido en 1952, más tarde, fue reinstaurado en 1963 y la zona ha sido renombrado como la ciudad de Lishui. Para el año 1997 varias zonas quedaron bajo la jurisdicción de Lishuí.

## Geografía
La ciudad está localizada en las siguientes coordenadas 28 27N y 119 55E, limitando con Ningde y Nanping al sureste, así como con Quzhou al noreste y Jinhua al norte, con Taizhou al noroeste, y Wenzhou al suroeste. Las montañas de la zonas forma parte del Monte Wuyi, los picos de estos superan los 1000 m, siendo el más alto el Huangmaojian (黄茅尖) con 1929 m.

## Clima
Lishui cuenta con inviernos cortos,a veces con nieve, y con veranos largos y calientes, el otoño es de las estaciones más secas.La temperatura media en julio es de 35C y enero, el mes más frío con 6C. La mayoría de las precipitaciones se presentan de marzo a junio. En los meses de verano a otoño la región es vulnerable a tifones.  
| Parámetros climáticos promedio de Lishui (1971−2000) | Parámetros climáticos promedio de Lishui (1971−2000) | Parámetros climáticos promedio de Lishui (1971−2000) | Parámetros climáticos promedio de Lishui (1971−2000) | Parámetros climáticos promedio de Lishui (1971−2000) | Parámetros climáticos promedio de Lishui (1971−2000) | Parámetros climáticos promedio de Lishui (1971−2000) | Parámetros climáticos promedio de Lishui (1971−2000) | Parámetros climáticos promedio de Lishui (1971−2000) | Parámetros climáticos promedio de Lishui (1971−2000) | Parámetros climáticos promedio de Lishui (1971−2000) | Parámetros climáticos promedio de Lishui (1971−2000) | Parámetros climáticos promedio de Lishui (1971−2000) | Parámetros climáticos promedio de Lishui (1971−2000) |
| Mes                                                  | Ene.                                                 | Feb.                                                 | Mar.                                                 | Abr.                                                 | May.                                                 | Jun.                                                 | Jul.                                                 | Ago.                                                 | Sep.                                                 | Oct.                                                 | Nov.                                                 | Dic.                                                 | Anual                                                |
| ---------------------------------------------------- | ---------------------------------------------------- | ---------------------------------------------------- | ---------------------------------------------------- | ---------------------------------------------------- | ---------------------------------------------------- | ---------------------------------------------------- | ---------------------------------------------------- | ---------------------------------------------------- | ---------------------------------------------------- | ---------------------------------------------------- | ---------------------------------------------------- | ---------------------------------------------------- | ---------------------------------------------------- |
| Temp. máx. media (°C)                                | 11.5                                                 | 13.1                                                 | 16.9                                                 | 23.3                                                 | 27.7                                                 | 30.5                                                 | 34.8                                                 | 34.2                                                 | 29.8                                                 | 25.0                                                 | 19.6                                                 | 14.4                                                 | 23.4                                                 |
| Temp. mín. media (°C)                                | 3.0                                                  | 4.7                                                  | 8.3                                                  | 13.7                                                 | 18.3                                                 | 22.0                                                 | 24.7                                                 | 24.4                                                 | 21.0                                                 | 15.6                                                 | 9.8                                                  | 4.2                                                  | 14.1                                                 |
| Precipitación total (mm)                             | 59.7                                                 | 78.8                                                 | 139.2                                                | 166.7                                                | 171.9                                                | 250.5                                                | 129.8                                                | 134.8                                                | 104.0                                                | 64.1                                                 | 53.8                                                 | 38.6                                                 | 1391.9                                               |
| Días de precipitaciones (≥ 0.1 mm)                   | 12.6                                                 | 13.7                                                 | 18.0                                                 | 17.3                                                 | 16.8                                                 | 17.8                                                 | 14.0                                                 | 14.2                                                 | 12.7                                                 | 9.4                                                  | 8.3                                                  | 7.9                                                  | 162.7                                                |
| Fuente: Weather China                                |                                                      |                                                      |                                                      |                                                      |                                                      |                                                      |                                                      |                                                      |                                                      |                                                      |                                                      |                                                      |                                                      |

## Economía
La madera, la energía hidráulica y los minerales son los principales recursos naturales de la ciudad de Lishui. El 69% de la ciudad está cubierto de bosques, lo que le da el nombre "Mar del follaje de Zhejiang". La ciudad cuenta con energía hidráulica potencial de cerca de 2 gigavatios. Hasta ahora, 57 reservas de minerales se han explotado y 460 minas están disponibles para su explotación. Entre sus minerales más importantes, son oro, plata, plomo, zinc, molibdeno, fluorita, Pearlstone, dolianite, caolín y agua mineral, cuyas reservas la hacen un lugar importante en la provincia, incluso en China. En los últimos años, la ciudad prefectura de Lishui ha visto un rápido desarrollo en la industria. Sus principales industrias son la producción de madera y bambú, minerales, textiles, confección, materiales de construcción, química, maquinaria, electrónica y procesamiento de alimentos.
Más de 180 marcas y productos de alta calidad de la ciudad se venden, tanto en China y en unos 100 países. Entre ellos, juguetes de madera, la maquinaria, oro y jabones.
La agricultura está empezando a pisar con paso fuerte. La ciudad comercializa con hongos comestibles, frutas frescas y secas, bambú, té, medicina de hierbas, vegetales y nueces.